# Eddie Stewart
Edward McDonald „Eddie“ Stewart (* 15. November 1934 in Dundee; † 11. November 2015 ebenda) war ein schottischer Fußballspieler.

## Karriere
Stewart spielte nach seinem Schulabschluss an der Stobswell Secondary School für die Ashdale Amateurs und Osborne im Junior Football von Dundee, ehe er im September 1954 die erste Verpflichtung von Dundee Uniteds neuem Trainer Reggie Smith wurde. Zuvor hatte er als Probespieler an den ersten Spieltagen der Zweitligasaison 1954/55 gegen den FC Stenhousemuir und den FC St. Johnstone überzeugt. Bei Dundee etablierte er sich in der Folge als linker Außenläufer, der zuweilen auch als Verteidiger aufgeboten wurde, und machte mit seinen Leistungen auch englische Klubs auf sich aufmerksam.
Im Dezember 1955 unterbrach seine Einberufung in den Militärdienst seine Karriere, während seiner Stationierung beim Royal Army Service Corps in Aldershot schloss er sich zu Beginn der Saison 1957/58 leihweise dem englischen Drittligisten Norwich City. Dort traf er unter anderem auf seinen vormaligen Dundee-Mitspieler Maurice Milne und bestritt für den Klub zwischen August und Oktober 1957 insgesamt 13 Ligaeinsätze als linker Außenläufer, als der Klub vom zwischenzeitlich 15. Tabellenplatz bis auf den dritten Rang vorrückte. Mit dem Ende seines Militärdienstes kehrte er zu Dundee United zurück, ein Transferangebot von Norwichs Trainer Archie Macaulay in Höhe von 5000 £ wurde von Dundee abgelehnt.
In der Folge gelang es ihm unter den Trainern Tommy Gray und Andy McCall nicht mehr, sich in Dundees Stammelf zu etablieren und im Februar 1959 wurde ihm schließlich ein ablösefreier Wechsel gestattet. Er war daraufhin kurzzeitig beim Zweitligakonkurrenten FC Arbroath aktiv, bevor er für einige Zeit als Probespieler im Reserveteam von Leeds United vorspielte – an der Seite des späteren Klubidols Billy Bremner. Nach einem Zweitligaeinsatz für den FC St. Johnstone zu Beginn der Saison 1959/60 und einem kurzen Aufenthalt bei Nairn County im Jahr 1960 endete seine Fußballerlaufbahn und Stewart verdiente seinen Lebensunterhalt fortan beim in Dundee beheimateten Hausbauunternehmen Bett Brothers.